# Liste des œuvres de Jean-Grégoire Pénavaire

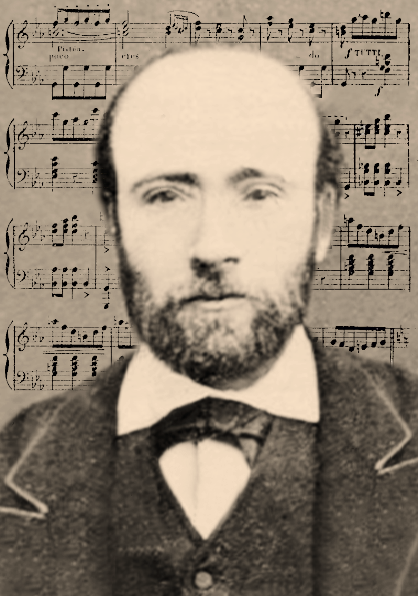
Jean-Grégoire Pénavaire

Cette liste regroupe les œuvres Jean-Grégoire Pénavaire qui a écrit un grand nombre d'œuvres pour orchestre, chant, piano, violon et violoncelle.
Il participe à de nombreux concerts en solo de violon un peu partout en France et en province dans les soirées et les concerts de nombreuses salles ou théâtres, concerts donnés dans la salle de la société philharmonique Quai Saint-Antoine, Salle des Concerts Herz, Théâtre des Champs-Élysées comme soli et Chef d'orchestre, Cirque d'Hiver (Paris) ou il joue aussi ses nombreuses compositions.
Jean-Grégoire Pénavaire, compositeur, en plus d’être chef d'orchestre, chef de cœur et violoniste, explore plusieurs styles musicaux dans ses œuvres, allant de la musique vocale dramatique au religieux, en passant par des pièces à thèmes populaires, ses œuvres reflètent un penchant pour l'accessibilité et la narration musicale.

## Œuvres
Toutes les compositions musicales sont de Jean-Grégoire Pénavaire
| Date | Titre                                        | Section                        | Type | Textes                                           | Info                               |
| ---- | -------------------------------------------- | ------------------------------ | --- | ------------------------------------------------ | ---------------------------------- |
| 1862 | La Mélancolie de la mer                      |                                | Fantaisie-Valse pour piano                                                                               |                                                  |                                    |
| 1873 | Le retour des pêcheurs, esquisse             |                                | Piano |                                                  |                                    |
| 1863 | O Salutaris                                  |                                | Chant Quatuor, Violon / Orgue                                                                            |                                                  | Musique religieuse                 |
| 1870 | L'âme et le chérubin                         |                                | Piano, Orgue / Harmonium                                                                                 | Paroles de Mgr François de la Bouillerie         | Musique religieuse                 |
| 1874 | Tantum ergo                                  |                                | Baryton ou Contralto, Violon , Orgue /Harmonium                                                          |                                                  | Musique religieuse                 |
| 1880 | La Chapelle                                  |                                | Orchestre, Violon, Piano, Clarinette                                                                     |                                                  | Musique religieuse                 |
| 1880 | Offertoire en ré                             |                                | Orchestre, Violon, Orgue, Violoncelle                                                                    |                                                  | Musique religieuse                 |
| 1862 | Primula veris                                |                                | Mélodie, Chant                                                                                           | Poésie de Joséphin Soulary                       |                                    |
| 1862 | Le Nid                                       |                                | Mélodie, Chant                                                                                           | Poésie de Joséphin Soulary                       |                                    |
| 1862 | Marche des Ménestrels                        |                                | Marche pour Piano                                                                                        |                                                  |                                    |
| 1863 | Chanson des souvenirs, rêverie               |                                | Violon, Piano                                                                                            |                                                  |                                    |
| 1862 | Contemplation                                |                                | Trio pour Violon, Violoncelle, OrgueHarmonium, Quatuor accompagné de Piano                               |                                                  |                                    |
| 1862 | Lierre et Myrte                              |                                | Chœur | Poésie de Jacques Guillemaud                     |                                    |
| 1879 | Fête à Trianon                               |                                | Cornet à pistons , Piano                                                                                 |                                                  |                                    |
| 1880 | La Chapelle, andante religioso               |                                | Violon, Clarinette, Piano                                                                                |                                                  |                                    |
| 1866 | Les douces Promesses                         |                                | Duetto enfantin                                                                                          | Paroles de Fernande de Lysle                     |                                    |
| 1868 | Au Couvent, romance                          |                                | Chant | Parole Ernest Le Nordez                          |                                    |
| 1880 | Charité!                                     |                                | mélodie-scène, Chant, Piano                                                                              | Parole Mme Baret du Coudert                      |                                    |
| 1874 | La chanson de l'Echo                         |                                | Chant, Piano                                                                                             | Parole A. Preylauré                              |                                    |
| 1874 | L'Abandonnée                                 |                                | Chant, Piano                                                                                             | Parole de J. Bru d'Esquille                      |                                    |
| 1880 | La Chanson da punch                          |                                | Chant, Piano                                                                                             | Parole de J. Bru d'Esquille                      |                                    |
| 1876 | La Chanson du Vagabond                       |                                | Chant, Piano                                                                                             | Parole de J. Bru d'Esquille                      |                                    |
| 1880 | Siréne et Pêcheur, mélodie-scène             |                                | Mélodie scène, Piano                                                                                     | Paroles d'Adrien Desprez                         |                                    |
| 1880 | Chanson de Mai                               |                                | Chant, Piano                                                                                             | Paroles Jacques Guillemaud                       |                                    |
| 1880 | Soldat Libre, chanson-caprice                |                                | Chanson-caprice                                                                                          | Paroles Louis-Hyacinthe Bouilhet                 |                                    |
| 1866 | Marthe et Lazare                             |                                | Mélodie-scéne religieuse, ténor ou baryton                                                               | Poésie de Ferdinand Langlé                       |                                    |
| 1866 | Fleur d'Orient                               |                                | Polka-mazurka pour Piano ou oechestre                                                                    |                                                  | Concert des Champs-Elysées         |
| 1880 | L'heureuse journée                           |                                | Chœurs Enfantin, Piano                                                                                   | Paroles Jean-Grégoire Pénavaire                  |                                    |
| 1880 | La ronde Saint-Nicolas                       |                                | Chœurs Enfantin, Piano                                                                                   | Paroles Jean-Grégoire Pénavaire                  |                                    |
| 1880 | La Distribution des Prix                     |                                | Chœurs Enfantin, Piano                                                                                   | Paroles Jean-Grégoire Pénavaire                  |                                    |
| 1868 | Les Vacances                                 |                                | Chœurs Enfantin, Piano                                                                                   | Paroles Jean-Grégoire Pénavaire                  |                                    |
| 1880 | Chœur du compliment                          |                                | Chœurs Enfantin, Piano                                                                                   | Paroles Jean-Grégoire Pénavaire                  |                                    |
| 1880 | Chœur en fête                                |                                | Chœurs Enfantin, Piano                                                                                   | Paroles Jean-Grégoire Pénavaire                  |                                    |
| 1880 | Derniers beaux jours                         |                                | Quatre hommes sans accompagnement, ou mélodie avec Piano                                                 | Paroles Ernest Prarond                           |                                    |
| 1880 | L'avenir, scène chorale                      |                                | Grand Chœur; sopranos, basses, ténor, avec ou sans accompagnement, ou quatre hommes, sans accompagnement | Paroles Jacques Guillemaud                       |                                    |
| 1880 | L'appel des bergers                          |                                | Quatre hommes, sans accompagnement                                                                       | Paroles Sylvain Saint-Etienne                    |                                    |
| 1864 | Le Renouveau                                 |                                | Valse chantée, Piano                                                                                     | Paroles Jean-Grégoire Pénavaire                  |                                    |
| 1866 | Laissez-vous aimer                           |                                | Chant soprano ou ténor, Mélodie Tyrolienne                                                               | Paroles Jean-Grégoire Pénavaire                  |                                    |
| 1868 | Vieillesse et Souvenir                       |                                | |                                                  |                                    |
| 1872 | Vieilles Chansons sur de Nouveaux Airs       |                                | |                                                  |                                    |
| 1868 |                                              | Plus ne suis ce que j'ai été   | Hautbois, Chant, Piano                                                                                   | Chanson de Clément Marot                         |                                    |
| 1872 |                                              | Dieu te gard!                  | Rondo, Chant, Piano                                                                                      | Rondeau du XVI° siècle                           |                                    |
| 1872 |                                              | Rosette                        | Hautbois / Clarinette, Chant, Piano                                                                      | Villanelle de Philippe Desportes                 |                                    |
| 1879 |                                              | Le Fantôme d'Amour             | Chant, Piano                                                                                             | Sonnet de Pierre de Ronsard                      |                                    |
| 1872 |                                              | Le Larcin                      | , Duetto, Chant, Piano                                                                                   | Paroles de Jean Vauquelin de La Fresnaye         |                                    |
| 1872 |                                              | Le Temps à laissé son manteau  | Chant, Piano                                                                                             | Rondel de Charles Ier d'Orléans                  |                                    |
| 1879 |                                              | Ah ! belle blonde              | Chant, Piano                                                                                             | Paroles de Thibaud IV de Champagne               |                                    |
| 1879 |                                              | Lamento                        | Chœur / Trio, Piano                                                                                      | Stance de François de Malherbe                   |                                    |
| 1879 |                                              | La Chanson du Vanneur          | Chant, Piano                                                                                             | Odelette de Joachim du Bellay                    |                                    |
| 1879 |                                              | Chanson de la Rose             | Quatuor / Chœur, Piano, Haubois ou sans accompagnement                                                   | Odelette de Pierre de Ronsard                    |                                    |
| 1884 | Entr'act-menuet                              |                                | Violon, Piano                                                                                            |                                                  |                                    |
| 1882 | Enjouement et Confidence                     |                                | andante pour quintette                                                                                   |                                                  |                                    |
| 1883 | Arioso                                       |                                | Hautbois, Piano                                                                                          |                                                  |                                    |
| 1883 | Valse-caprice                                |                                | Piano |                                                  |                                    |
| 1884 | Ballade                                      |                                | Cornet à pistons , Piano                                                                                 |                                                  |                                    |
| 1885 | Vingt mélodies pour chant et piano           |                                | |                                                  |                                    |
| 1885 |                                              | Chanson lointaine              | Chant, Piano                                                                                             | Poésie d'André Chanet                            | Allegretto                         |
| 1885 |                                              | La Vierge à la crèche          | Chant, Piano                                                                                             | Fabliau d'Alphonse Daudet                        | Allegretto                         |
| 1885 |                                              | Vous en souvenez-vous?         | Chant, Piano                                                                                             | Poésie d'Achille Millien                         | Quasi allegretto                   |
| 1885 |                                              | Le message du cœur             | Chant, Piano                                                                                             | Poésie d'Achille Millien                         | Allegretto quasi allegro           |
| 1885 |                                              | Dormeuse                       | Chanson Pastorale, Piano                                                                                 | Poésie d'Achille Millien                         | Allegretto                         |
| 1885 |                                              | La Tente                       | Chanson pastorale , Piano                                                                                | Poésie d'Achille Millien                         | Allegro                            |
| 1885 |                                              | Per Æthera, Souvenir           | Strophes déclamées, Piano                                                                                | Poésie d'Achille Millien                         | Moderato                           |
| 1885 |                                              | La mirabilis                   | Chant, Piano/Orgue                                                                                       | Sonnet d'Antonio Spinelli                        | Andante                            |
| 1885 |                                              | Le vieux livre                 | Chant, Piano/Orgue                                                                                       | Sonnet de Joseph Bru d'Esquille                  | Andante                            |
| 1885 |                                              | Io Bacchus                     | Chant, Piano/Orgue                                                                                       | Paroles de Lionel Bonnemère                      | Allegretto moderato e deciso       |
| 1885 |                                              | Crépuscule, Rêverie            | Chant, Piano/Orgue, avec Cor ou Violon                                                                   | Paroles de Lionel Bonnemère                      | Andante                            |
| 1885 |                                              | Chanson pour Nina              | Chant, avec Violoncelle, Piano/Orgue                                                                     | Paroles de Lionel Bonnemère                      | Quasi andantino                    |
| 1868 |                                              | Ma chambrette                  | Chant, Piano/Orgue                                                                                       | Rondeau de Jacques Guillemaud                    | Quasi allegretto                   |
| 1885 |                                              | Valse printanière              | Chant, Piano/Orgue                                                                                       | Paroles de Jacques Guillemaud                    | Mouvement de Valse                 |
| 1885 |                                              | À une rêveuse                  | Chant, Piano/Orgue                                                                                       | Sonnet de Roger Milès                            | Allegretto                         |
| 1885 |                                              | L'invitation au voyage         | Chant, Piano/Orgue                                                                                       | Poésie de Charles Baudelaire                     |                                    |
| 1885 |                                              | Arabesque                      | Chant, Piano / Orgue                                                                                     | Paroles d'Amédée Burion                          |                                    |
| 1885 |                                              | Rayon se soleil                | Duetto, Piano                                                                                            | Paroles de Jean-Grégoire Pénavaire               |                                    |
| 1885 |                                              | Les Cydalyses                  | Trio Soprano, Ténor, Baryton (ou basse), Piano                                                           | Poésie de Gérard de Nerval                       | Andantino dolente                  |
| 1885 |                                              | Chant du cloître               | Ténor, Taille, Orgue / Piano                                                                             | Paroles d'A. Preylauré                           |                                    |
| 1888 | Caprice Printanier                           |                                | Orchestre, Piano                                                                                         |                                                  |                                    |
|      | Les Bourguignons                             |                                | Chœurs orphéoniques                                                                                      |                                                  |                                    |
| 1867 | Petits Poèmes Musicaux                       |                                | |                                                  |                                    |
| 1868 |                                              | La Plainte                     | Rêverie, Sérénade, Piano                                                                                 | Poésie                                           |                                    |
| 1867 |                                              | Le soir                        | Idylle                                                                                                   |                                                  |                                    |
| 1867 |                                              | Le Matin, promenade aux champs | |                                                  |                                    |
| 1868 |                                              | La Barque                      | | chant Maritime                                   |                                    |
| 1868 |                                              | La Chapelle                    | Cornet à pistons , Piano                                                                                 | andante religieux                                |                                    |
| 1868 |                                              | Les petites fées,              | Trio pour Violon, Violoncelle, Piano, Harmonium                                                          | mélodie-valse                                    |                                    |
| 1878 | Dans le Vallon                               |                                | Hautbois, Piano                                                                                          | Villanelle                                       |                                    |
| 1891 | Le progrès artistique, ou Monseigneur Scapin |                                | Opéra-comique en un acte                                                                                 | Lionel Bonnemère Théodore-François Moreau-Sainti |                                    |
| 1877 | Bourrée Noble                                |                                | Piano | Paroles F. E. Adam                               |                                    |
| 1898 | Les bons Roi Mages                           |                                | mezzo-Soprano ou Baryton, Soprano ou Ténor                                                               | Achille Millien                                  |                                    |
| 1898 | La Cloche                                    |                                | Choeur à voix mixtes                                                                                     |                                                  |                                    |
| 1901 | La Chimére                                   |                                | Caprice-Valse                                                                                            |                                                  |                                    |
| 1901 | Gioventu!                                    |                                | Chœur à deux voix                                                                                        |                                                  |                                    |
| 1873 | Ninette et Ninon                             |                                | Opéra-comique en un acte                                                                                 | Hermance Lesguillon Ferdinand Langlé             | Théatre Lyrique (Athénéé) 23 Avril |
| 1874 | la Folie espagnole                           |                                | Ballet-divertissement en un acte de M. Francesco                                                         |                                                  | Folies Bergère le 17 mars          |
| 1874 | Andalucia                                    |                                | Valse, Piano                                                                                             |                                                  |                                    |
| 1874 | Les Charmettes                               |                                | Menuet, Piano                                                                                            |                                                  |                                    |
| 1872 | Bal chez Titania                             |                                | Caprice, orchestre, piano                                                                                |                                                  |                                    |
| 1869 | Menuet Pompadour                             |                                | Menuet, Piano                                                                                            |                                                  |                                    |
| 1869 | Fantaisie sur Robert le Diable               |                                | |                                                  |                                    |
| 1873 | Musettes et Clairons                         |                                | Grande Marche pour Piano                                                                                 |                                                  |                                    |
| 1873 | Polonaise, en ré                             |                                | Piano |                                                  |                                    |
| 1873 | Bergerie                                     |                                | Caprice,Piano                                                                                            |                                                  |                                    |
| 1875 | La Charmeuse                                 |                                | Valse, Piano                                                                                             |                                                  |                                    |
| 1884 | Valse fière                                  |                                | Violon, Piano                                                                                            |                                                  |                                    |
| 1877 | Bourrée noble                                |                                | Piano |                                                  |                                    |
| 1864 | Papillons roses                              |                                | Caprice-Mazurka, Violon, Piano                                                                           |                                                  |                                    |
| 1882 | Cantilène et Valse                           |                                | |                                                  |                                    |
| 1878 | Pastorale et ballet                          |                                | |                                                  |                                    |
| 1869 | Pensée d'avril                               |                                | Piano |                                                  |                                    |
| 1874 | Sérénade en sol                              |                                | Violon, Piano                                                                                            |                                                  |                                    |
| 1872 | Vesper, nocturne                             |                                | Piano |                                                  |                                    |
| 1872 | Bal des Titania, caprice                     |                                | Piano |                                                  |                                    |
| 1884 | Offertoire, en ré                            |                                | Violoncelle, Piano                                                                                       |                                                  |                                    |
| 1889 | le Contrat                                   |                                | Opéra-comique en un acte, Chant et Piano                                                                 | Paroles Jules Ruelle                             | Casino de Boulogne-sur-Mer         |
| 1878 | Dans le Vallon                               |                                | Hautbois, Piano                                                                                          |                                                  | Villanelle                         |
| 1880 | Michel Cervantes                             |                                | Opéra Orchestre ou Piano                                                                                 |                                                  |                                    |
| 1897 | La Fée de Mérindol                           |                                | Opéra en trois actes                                                                                     |                                                  |                                    |
| 1897 | Le Chevalier d'Aubertin                      |                                | Opéra en trois actes                                                                                     |                                                  |                                    |
| 1880 | Tempo di ballo                               |                                | Orchestre ou Piano                                                                                       |                                                  |                                    |
| 1880 | Le rêve du croisé                            |                                | Orchestre / Piano                                                                                        | Poème symphonique                                |                                    |
| 1880 | La vision des Croisés                        | [ 49 ]                         | Cœurs ad libitum                                                                                         | Poème Lionel Bonnemère                           |                                    |
| 1887 | Floriane                                     |                                | Menuet pour orchestre, parties Piano                                                                     |                                                  |                                    |
| 1887 | Marine                                       |                                | Cœur a quatre voix d'hommes                                                                              |                                                  |                                    |
| 1887 | Far niente                                   |                                | Prelude                                                                                                  |                                                  |                                    |
| 1887 | La Clairiére                                 |                                | Alégro capriccioso                                                                                       |                                                  |                                    |
| 1887 | Improvisation                                |                                | |                                                  |                                    |
| 1887 | Rêverie                                      |                                | Barcarolle pour Cor d'harmonie en fa ou Violoncelle et Piano                                             |                                                  |                                    |
| 1887 | Marche de fête                               |                                | |                                                  |                                    |
| 1880 | Romanzetto                                   |                                | Adaptation Opéra Italien pour Piano                                                                      |                                                  |                                    |
| 1880 |                                              | Amata                          | Piano |                                                  |                                    |
| 1880 |                                              | Tradita                        | Piano |                                                  |                                    |
| 1880 |                                              | Cortigiana                     | Piano |                                                  |                                    |
| 1880 |                                              | Pendita                        | Piano |                                                  |                                    |
| 1880 |                                              | Invecchita                     | Piano |                                                  |                                    |
| 1880 | Concerto-fantaisie en la                     |                                | Violon                                                                                                   |                                                  |                                    |
| 1880 | Les deux Roses                               |                                | | Sonnet de Joséphin Soulary                       |                                    |
| 1880 | Symphonie Théatrale en ut mineur             |                                | Orchestre ou Piano                                                                                       |                                                  |                                    |
| 1888 | Torquato Tasso                               |                                | Ouverture dramatique pour piano                                                                          |                                                  |                                    |